# 石川優駿
石川優駿（いしかわゆうしゅん）は、金沢競馬場のダート2000mで施行されている地方競馬の重賞競走である。

## 概要
金沢競馬場でダービーと名の付く競走は1999年から2004年まで日本海ダービーが開催されていた。2005年に同競走が休止されて以後ダービーが付く名称の競走は施行されていなかったが、2017年に金沢競馬の3歳路線の充実を図る目的で「石川ダービー」として創設されたのが本競走である。同年から2023年までダービーシリーズの構成競走であったが、同年を最後に同シリーズが終了し、2024年に競走名が「石川優駿」に変更された。
金沢競馬における3歳路線が従来の「北日本新聞杯」→「MRO金賞」→「サラブレッド大賞典」から、「北日本新聞杯」→「石川ダービー（石川優駿）」→「MRO金賞」→「サラブレッド大賞典」となり、完全制覇で4冠(牝馬の場合は加賀友禅賞を優勝して5冠)となっている。

### 条件・賞金（2025年）
出走条件
サラブレッド系3歳、金沢所属
- 北日本新聞杯の3着以上の馬に優先出走権がある。

負担重量
馬齢（57kg、牝馬2kg減）
賞金額
1着1000万円、2着320万円、3着160万円、4着120万円、5着100万円、着外10万円。
副賞
スタリオンシリーズに指定されており、シャフリヤールの次年度配合権利が優勝馬馬主への副賞となっている。

### スタリオンシリーズ
第1回からスタリオンシリーズに指定されており、種牡馬の次年度配合権利が優勝馬馬主に副賞として贈られている。各年の副賞対象種牡馬は以下の通り。
- 2017年 - 2019年 スピルバーグ
- 2020年 - 2021年 ロジャーバローズ
- 2022年 ジャスタウェイ
- 2023年 サリオス
- 2024年 グレナディアガーズ

## 歴代優勝馬
| 回数  | 施行日        | 距離  | 優勝馬             | 性齢 | 所属 | タイム | 優勝騎手 | 管理調教師 | 馬主               |
| ----- | ------------- | ----- | ------------------ | ---- | ---- | ------ | -------- | ---------- | ------------------ |
| 第1回 | 2017年6月20日 | 2000m | ヴィーナスアロー   | 牝3  | 金沢 | 2:13.1 | 吉原寛人 | 金田一昌   | 村山忠弘           |
| 第2回 | 2018年5月29日 | 2000m | アルファーティハ   | 牡3  | 金沢 | 2:12.1 | 吉原寛人 | 金田一昌   | （同）MIRAI        |
| 第3回 | 2019年6月4日  | 2000m | ロンギングルック   | 牝3  | 金沢 | 2:12.7 | 中島龍也 | 金田一昌   | 飛彈共榮           |
| 第4回 | 2020年6月2日  | 2000m | ハクサンアマゾネス | 牝3  | 金沢 | 2:14.5 | 吉原寛人 | 加藤和義   | 河崎五市           |
| 第5回 | 2021年5月25日 | 2000m | アイバンホー       | 牡3  | 金沢 | 2:10.3 | 中島龍也 | 金田一昌   | 村山忠弘           |
| 第6回 | 2022年6月21日 | 2000m | スーパーバンタム   | 牝3  | 金沢 | 2:10.2 | 青柳正義 | 鈴木正也   | 三木利文           |
| 第7回 | 2023年6月27日 | 2000m | ショウガタップリ   | 牝3  | 金沢 | 2:11.1 | 吉原寛人 | 高橋俊之   | 芳賀克也           |
| 第8回 | 2024年6月9日  | 2000m | ナミダノキス       | 牡3  | 金沢 | 2:08.8 | 柴田勇真 | 金田一昌   | （有）ミルファーム |
| 第9回 | 2025年6月15日 | 2000m | ビバロジータ       | 牝3  | 金沢 | 2:11.5 | 吉原寛人 | 加藤和義   | 会田裕一           |

### 各回競走結果の出典
- 石川ダービー　歴代優勝馬-地方競馬全国協会
- JBISサーチ
  - 2017年、2018年、2019年、2020年、2021年、2022年、2023年、2024年、2025年